# 誦経 (正教会)

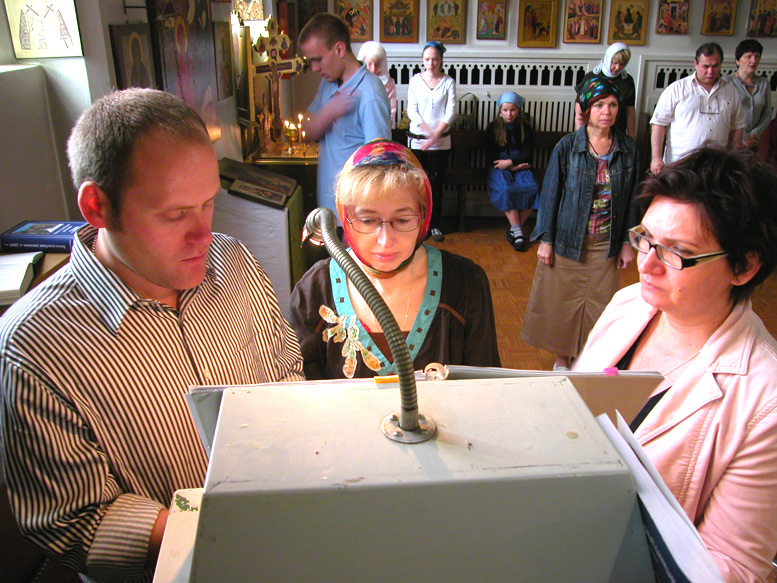
聖堂内、祈祷書・楽譜を置く台の前に、誦経と詠隊の任に当る複数人が同じ場所に集まっている例（デュッセルドルフの生神女庇護教会）

誦経（しょうけい）とは、正教会において祈祷文が詠まれる行為を言う日本正教会の用語。
正教会においては、誦経者・誦経奉仕者によって誦経が行われる。誦経には「音読する」というよりも「歌う」姿勢が求められる。一定の音程を保つ事で祈祷全体の流れを損なう事が無いように注意することが求められ、さらに神品（聖職者）および詠隊（聖歌隊）と連携を密に行い奉神礼を滞りなく行うに当たり、技量と知識と精神性を要求される役割である。
なお、誦経者・誦経奉仕者は一つの奉神礼に1人で当たらなければならない規定は存在せず、（日本正教会ではあまり多く見られないが）複数人が祈祷の区切り部分で交代してこの任に当たること、詠隊の任を兼ねることも出来る。

## 訳語としての「誦経」
日本正教会にあっては、「五旬経」（ごじゅんけい）・「祭日経」（さいじつけい）といった各種祈祷書のみならず、聖書も「福音経」（ふくいんけい）「使徒経」（しとけい）と呼ばれる。これらは以下の概念を示す特徴である。
- 正教会における聖書は、あくまで第一義的に奉神礼において詠まれる祈祷書中の最重要の存在としての位置づけであり、「読む」ものであるというよりも、まず「詠む」ものであり「朗誦」されるものであり「聞く」ものである。それゆえ祈祷書と聖書のいずれにも「経」の字が使われる。
- 仏典との混同を避けるため等の理由から、「経」の読みは「きょう」ではなく「けい」が用いられる。

これらの祈祷書を詠む役割には、祈祷書名に合わせて「経」（けい）の字が用いられる事となり、「誦経」（しょうけい）の訳語が成立することとなった。

## 誦経の音楽的性質
スラヴ系の正教会では、誦経は一定の音階を保ったままで行われる事が推奨される。極めてごく稀に音階を自在につけて詠まれているケースもあるが、奉神礼を滞らせたり言葉を崩さない程度に音程を操る技量の持ち主はそう多くは無いため事例は殆どなく、そのような詠み方が正教会において祝福される事もあまり多くは無い。但し「大詠頌」などの重要な祈祷文が誦経者によって即興的に若干の音階の変化を付けられて詠まれる事は、あくまで比較的にではあるが事例としては多い。
音階を一定に保って祈祷文を詠んでいくという点においてはレチタティーヴォにも似ている面がある。日本正教会における誦経のほぼ全てが、このスラブ系正教会の形式に範をとっている。
これに対し、ギリシャ系の正教会では、一定の音階を保つのではなく、祈祷文のイントネーションを活かした音読を行っていく形式が採られ、朗読と大きく違わないものとなっている。

## 誦経の役割の大きさ
正教会の奉神礼においては、誦経の朗誦部分の割合が極めて大きい。当該奉神礼中において行われる発声の大半が誦経者によって行われる事も珍しく無い。そのため誦経者の役割は奉神礼において極めて大きいものとされ、正教会ではその育成には重点が置かれている。